# Futbolista del año en la República Checa

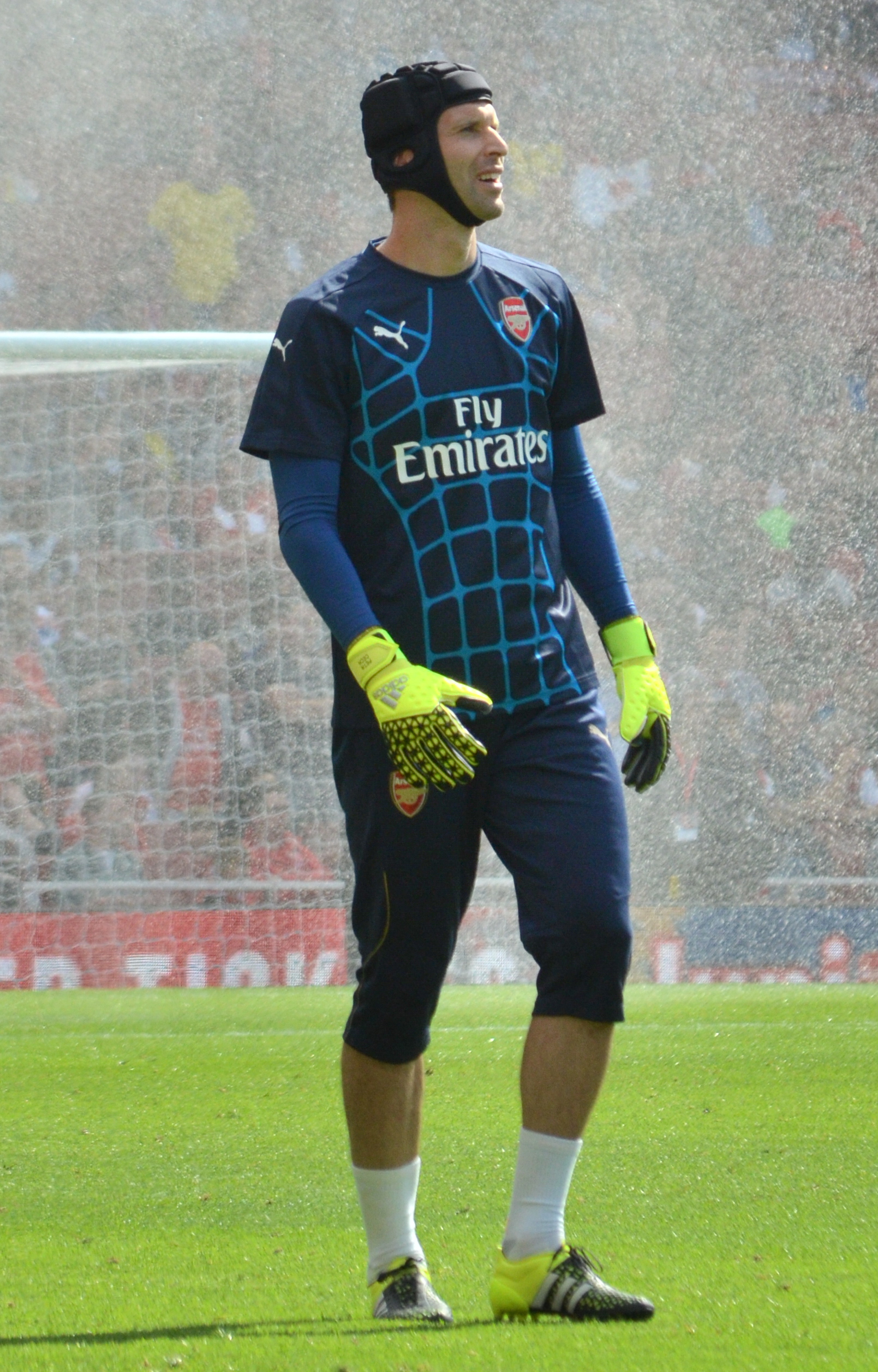
Peter Cech, se desempeña como arquero del Arsenal FC

El Futbolista Checo del Año es un premio que anualmente es entregado por la Federación de Fútbol de la República Checa mediante una encuesta realizada a jugadores, entrenadores, árbitros y periodistas.

## Ganadores
| Año  | Jugador del año                                                                             | Entrenador del año                            | Talento del año                            | Personalidad de la Liga            |
| ---- | ------------------------------------------------------------------------------------------- | --------------------------------------------- | ------------------------------------------ | ---------------------------------- |
| 2018 | Tomáš Vaclík (Sevilla FC)                                                                   | Pavel Vrba (Viktoria Plzeň)                   | David Lischka (FK Jablonec)                |                                    |
| 2017 | Vladimír Darida (Hertha de Berlín)                                                          | Pavel Vrba (Viktoria Plzeň)                   | Jakub Jankto (Udinese)                     |                                    |
| 2016 | Petr Čech (Arsenal FC)                                                                      | Vítězslav Lavička (Selección nacional Sub-21) | Patrik Schick (UC Sampdoria)               |                                    |
| 2015 | Petr Čech (Arsenal FC)                                                                      | Pavel Vrba (selección nacional)               | Václav Černý (AFC Ajax)                    |                                    |
| 2014 | David Lafata (Sparta Praga)                                                                 | Pavel Vrba (selección nacional)               | David Lafata (Sparta Praga)                | David Lafata (Sparta Praga)        |
| 2013 | Petr Čech (Chelsea)                                                                         | Pavel Vrba (Viktoria Plzeň)                   | Pavel Horváth (Viktoria Plzeň)             | Pavel Horváth (Viktoria Plzeň)     |
| 2012 | Petr Čech (Chelsea)                                                                         | Pavel Vrba (Viktoria Plzeň)                   | Tomáš Kalas (Vitesse)                      | Pavel Horváth (Viktoria Plzeň)     |
| 2011 | Petr Čech (Chelsea)                                                                         | Pavel Vrba (Viktoria Plzeň)                   | Ladislav Krejčí (Sparta Praga)             | Pavel Horváth (Viktoria Plzeň)     |
| 2010 | Petr Čech (Chelsea)                                                                         | Pavel Vrba (Viktoria Plzeň)                   | Václav Kadlec (Sparta Praga)               | Pavel Horváth (Viktoria Plzeň)     |
| 2009 | Petr Čech (Chelsea)                                                                         | František Komňacký (Jablonec)                 | Adam Hloušek (Jablonec/Slavia Praga)       | Tomáš Řepka (Sparta Praga)         |
| 2008 | Petr Čech (Chelsea)                                                                         | Karel Jarolím (Slavia Praga)                  | Tomáš Necid (Jablonec/Slavia Praga)        | Vladimír Šmicer (Slavia Praga)     |
| 2007 | Marek Jankulovski (Milan)                                                                   | Karel Brückner (selección nacional)           | Martin Fenin (Teplice/Eintracht Frankfurt) | Pavel Verbíř (Teplice)             |
| 2006 | Tomáš Rosický (Arsenal)                                                                     | Vítězslav Lavička (Slovan Liberec)            | Daniel Kolář (Sparta Praga)                | Jaromír Blažek (Sparta Praga)      |
| 2005 | Petr Čech (Chelsea)                                                                         | Karel Brückner (selección nacional)           | Martin Latka (Slavia Praga)                | Karel Poborský (Sparta Praga)      |
| 2004 | Pavel Nedvěd (Juventus)                                                                     | Karel Brückner (selección nacional)           | Tomáš Jun (Sparta Praga)                   | Karel Poborský (Sparta Praga)      |
| 2003 | Pavel Nedvěd (Juventus)                                                                     | Karel Brückner (selección nacional)           | Jan Laštůvka (Baník Ostrava)               | Karel Poborský (Sparta Praga)      |
| 2002 | Tomáš Rosický (Borussia Dortmund)                                                           | Karel Brückner (selección nacional)           | Tomáš Hübschman (Sparta Praga)             | Jiří Němec (Chmel Blšany)          |
| 2001 | Tomáš Rosický (Borussia Dortmund)                                                           | Karel Brückner (selección nacional Sub-20)    | Petr Čech (Chmel Blšany/Sparta Praga)      | Miroslav Kadlec (Drnovice/Brno)    |
| 2000 | Pavel Nedvěd (Lazio)                                                                        | Jozef Chovanec (selección nacional)           | Milan Baroš (Baník Ostrava)                | Oldřich Machala (Sigma Olomouc)    |
| 1999 | Jan Koller (Anderlecht)                                                                     | Jozef Chovanec (selección nacional)           | Tomáš Rosický (Sparta Praga)               | Zdeněk Jánoš (Jablonec 97)         |
| 1998 | Pavel Nedvěd (Lazio)                                                                        | Jozef Chovanec (selección nacional)           | Tomáš Došek (Viktoria Plzeň)               | Jaroslav Šilhavý (Viktoria Žižkov) |
| 1997 | Jiří Němec (Schalke)                                                                        | František Cipro (Slavia Praga)                | Martin Lukeš (Baník Ostrava)               | Sladjan Ašanin (Slavia Praga)      |
| 1996 | Karel Poborský (Slavia Praga/Manchester United) Patrik Berger (Borussia Dortmund/Liverpool) | Dušan Uhrin (selección nacional)              | Marek Zúbek (1. FC Brno)                   | Radek Drulák (FK Drnovice)         |
| 1995 | Radek Drulák (Petra Drnovice)                                                               | Dušan Uhrin (selección nacional)              | Ivo Ulich (SK Hradec Králové)              | Jan Stejskal (Slavia Praga)        |
| 1994 | Pavel Kuka (1. FC Kaiserslautern)                                                           | Vlastimil Petržela (FC Slovan Liberec)        | Richard Dostálek (1. FC Brno)              | Jozef Chovanec (Sparta Praga)      |
| 1993 | Petr Kouba (Sparta Praga)                                                                   | Dušan Uhrin (Sparta Praga)                    | -                                          |                                    |